# توماس ميخائيل هيغينز
توماس ميخائيل هيغينز (بالإنجليزية: Thomas Michael Higgins)‏ هو مستثمر أمريكي، ولد في 16 يوليو 1966 في صوفيا في بلغاريا.